# الحمام (المفلحي)

تعديل مصدري - تعديل

الحمام هي إحدى قرى عزلة المفلحي بمديرية المفلحي التابعة لمحافظة لحج، بلغ تعداد سكانها 33 نسمة حسب تعداد اليمن لعام 2004.